# 迪斯巴利及巴特利 (英國國會選區)
53°41′28″N 1°40′19″W / 53.691°N 1.672°W
迪斯巴利及巴特利（英語：Dewsbury and Batley），英國國會一郡選區，包括英格蘭約克郡-亨伯西約克郡南部、柯克利斯東南部，共六個地方選區。
始於1868年。自1935年以來一直支持工黨，只有1983年和2010年例外，但英國國民黨在2005年大選中仍取得13%的選票。2010年大選中工黨議員沙希德·馬里克，被保守黨的西門·里韋爾以35.0%選票擊敗，而國民黨就只能取得6%的選票。2015年大選中，工黨薛寶拉擊敗西門·里韋爾。2017年大選中，薛寶拉連任。